# Jimmy Bullard
James Richard „Jimmy” Bullard (Newham, London, 1978. október 23.) angol labdarúgó, középpályás, 2012-ben vonult vissza a profi játéktól.

## Pályafutása

### Kezdeti évek
Jimmy Bullard Newhamben, London keleti részén született. Először a non-ligás Corinthian kezdett futballozni, majd a Gravesend & Northfleethez igazolt. 1999-ben 30 000 fontért gyerekkori kedvenc csapatához, a West Ham Unitedhez igazolt, de ott nem sikerült beverekednie magát az első csapatba. A 2000/01-es szezonban a londoniak ingyen elengedték. Három hétig a Peterborough Uniteddel edzett. Az akkori menedzser, Barry Fry úgy döntött, hogy leigazolja. Bullard itt szerzett nevet magának. 66 meccsen lépett pályára és 11 gólt szerzett.

### Wigan Athletic FC
2003 januárjában a Wigan Athletic 275 000 fontért leigazolta Bullardot, aki hamar beverekedte magát a kezdőbe. A 2002/03-as szezonban a futball-szakírók őt választották a másodosztály legjobbjának. A 2004/05-ös évadban tevékeny részt vállalt abban, hogy a Latics feljutott a Premier League-be. 2006-ban ő is játszott a Ligakupa-döntőn, ahol csapata 4-0-s vereséget szenvedett a Manchester Uniteddel szemben.

### Fulham FC
2006. április 28-án vált hivatalossá, hogy Bullard 2,5 millió font ellenében a Fulhamhez igazolt. Augusztus 20-án, egy Manchester United elleni bajnokin mutatkozhatott be, melyen csapata 5-1-re kikapott. Hat nappal később a Bolton Wanderers ellen megszerezte első gólját a fehérmezeseknél, amikor az utolsó ercekben értékesített egy büntetőt. Három nap múlva körülbelül 25 méterről lőtt egy szabadrúgásgólt a Sheffield United ellen. A Fulham ezzel a találattal meg is nyerte a meccset. Ezután a csapata akkori mestere, Chris Coleman azt mondta, Bullard a valaha volt legjobb játékos, akire 2 milliót költöttek.
2006. szeptember 9-én egy Newcastle United elleni meccsen súlyosan megsérült a térde. Az orvosok eleinte úgy gondolták, hat-nyolc hét múlva már újra pályára léphet, de később kiderült, hogy a térdszalagjai is megsérültek, így kilenc hónap is eltelhet a felépüléséig. A Fulham új menedzsere, Lawrie Sanchez azt mondta, Bullard 2007 októberében már újra játszhat, de végül csak 2008. január 12-én lépett pályára először sérülése után. Február 3-án az Aston Villa ellen kezdőként lépett pályára. Csapata 2-1-re nyert, az egyik gólt ő lőtte, a másiknál pedig ő adta a gólpasszt. Néhány héttel később a Blackburn Rovers ellen lőtt egy hatalmas szabadrúgásgólt, amivel életben tartotta a Fulham bent maradási esélyeit. Bullard visszatérésével jó formába lendültek a fehérmezesek és sikerült megőrizniük élvonalbeli tagságukat.

### Hull City AFC
2009. január 23-án Bullard 5 millió fontért a Hull Cityhez igazolt, ezzel ő lett a Tigrisek legdrágábban vett játékosa. Néhány nappal később egy BBC-nek adott nyilatkozatában magyarázta el, hogy miért hagyta el a Fulhamet: "16 hónap volt hátra a szerződésemből, ami nem hosszú idő. Nem szerettem volna úgy játszani, hogy alig egy év múlva lejár a szerződésem, ezt a klubbal is tudattam. Nem éreztem már azt a támogatást sem a részükről, mint korábban, ezért úgy gondoltam, itt az ideje távozni. A Fulhamnek egyszerűen nem kellettem, ilyen egyszerű. Szerettem volna tárgyalni velük egy új szerződésről, de ők erre nem voltak hajlandóak és azt mondták, januárban mehetek, ha akarok. Minden játékosnak kemény dolog ilyet hallani. Aztán eljöttem tárgyalni a Hull Cityhez, ahol teljesen más volt a helyzet, így könnyű volt a döntés. Minden játékos szeretne olyan csapatnál játszani, ahol azt érzi, hogy szükség van rá."
A Fulham mestere, Roy Hodgson így reagált Bullard szavaira: "Olyan szerződést kért, amilyet nem adhattunk neki. Gratulálok neki és a Hullnak, hogy sikerült megegyezniük. Nem csak az volt a baj, hogy magas fizetést kért, de az is, hogy nagyon hosszú távú kontraktust szeretett volna."
Bullard 2009. január 28-án mutatkozott be a Hull Cityben a West Ham United ellen. A meccsen megsérült az a térde, amely miatt korábban hosszú hónapig nem játszhatott a Fulhamben, de a hírek szerint ezúttal nem olyan természetű sérülésről van szó.

## Válogatott
Bullard egyik nagyanyja német volt, így a német válogatottban is szerepelhetett volna. A 2006-os vb előtt felröppentek olyan hírek, melyek szerint Jürgen Klinsmann szívesen látná a Nationalelfben, de végül nem kapott behívót.
2008 augusztusában bekerült az angol válogatott keretébe az Andorra és Horvátország elleni vb-selejtezőkre, de egyik meccsen sem játszott.

## Külső hivatkozások
- Jimmy Bullard pályafutásának statisztikái a Soccerbase oldalon (angolul)